# Europacupen i ishockey 1966/1967
 Europacupen i ishockey 1966-1967 startade den 17 november 1966, och avslutades den 4 april 1967. Turneringen vanns av tjeckoslovakiska Brno, som besegrade finländska Ilves i finalspelet.

## Första omgången
| Lag 1        | Resultat           | Lag 2    |
| KAC          | 5–4, 4–2, 1–3, 4–4 | Bad Tölz |
| Vålerenga IF | 4–6, 8–6, 5–8, 6–7 | Ilves    |
| Grasshopper  | 1–3, 3–5, 2–0, 2–3 | Chamonix |
| Jesenice     | 2–6, 2–4, 5–1, 0–5 | Cortina  |

 Újpesti Dózsa,
 CSKA Sofia,
 Dynamo Berlin,   
 Podhale Nowy Targ:  vidare direkt

## Andra omgången
| Lag 1             | Resultat            | Lag 2      |
| KAC               | 7–2, 5–3, 9–2, 3–3  | Chamonix   |
| Dynamo Berlin     | 3–11, 4–4, 2–4, 1–7 | Ilves      |
| Podhale Nowy Targ | 11–5, 8–5, 6–1, 8–3 | CSKA Sofia |
| Újpesti Dózsa     | 1–6, 2–6, 2–6, 5–7  | Cortina    |

## Tredje omgången
| Lag 1 | Resultat                      | Lag 2             |
| KAC   | 4–2, 1–1, 4–4, 2–4 (3–1 str.) | Cortina           |
| Ilves | 8–3, 9–1, 4–1, 5–3            | Podhale Nowy Targ |

 Brno och  CSKA Moskva vidare direkt

## Slutspel

### Semifinaler
| Lag 1 | Resultat | Lag 2       |
| KAC   | 4–6, 4–4 | Brno        |
| Ilves | W/O      | CSKA Moskva |

### Finaler
| Lag 1 | Resultat | Lag 2 |
| Ilves | 2–3, 4–5 | Brno  |